# Eólice
En la mitología griega Eólice o Eólica (Οιολυκα) era una ninfa halia, esto es, del mar, hija del hecatónquiro Briareo. Fue la poseedora original del cinturón dorado que Heracles tuvo que obtener en uno de sus doce trabajos. La fuente además no se decide entre los nombres de las propietarias del ceñidor, a las que cita como Hipólita, Eólica y una tal Deilica.
Se le consideraba una deidad de las olas producidas por las tempestades, al ser hija del hecatónquiro Briareo (originador de las tormentas) y quizás también de Cimopolea, diosa de las olas. Su nombre pudiera significar «loba solitaria», haciendo referencia quizás a las fauces de las olas que hacían hundir los barcos o se estrellaban en la orilla.